# 江南街道 (重庆市)
江南街道，是中华人民共和国重庆市长寿区下辖的一个乡镇级行政单位。

## 行政区划
江南街道下辖以下地区：
南滨路社区、龙山社区、龙桥湖村、扇沱村、五堡村、大元村、锯梁村、大堡村和天星村。